# 石井テルユキ
石井 テルユキ（いしい てるゆき、1973年8月26日 - ）は、日本の俳優、声優、ナレーター、元お笑い芸人。岡山県倉敷市出身。旧芸名は石井 揮之。ウィーズカンパニー所属。かつてはマセキ芸能社、青年座映画放送 に所属していた。

## 来歴・人物
香川県大手前高松中学・高等学校、日本映画学校俳優科卒業。元はお笑い芸人として活動しており、掛田健介と共にお笑いコンビ「OPQ」として活動していた。
既婚。妻は元女優の坪井美奈子で、子供が2人いる。

## 出演

### 映画
- 1998年
  - 大往生
- 1999年
  - 浅田清掃社（川崎）  ※ 主演[5]
- 2000年
  - 戦場に咲く花
- 2004年
  - 新しい風 若き日の依田勉三（白秋社の社員）
  - 釣りバカ日誌15 ハマちゃんに明日はない!?
- 2007年
  - 釣りバカ日誌18 ハマちゃんスーさん瀬戸の約束
  - 明日への遺言
- 2008年
  - 母べえ
  - クライマーズ・ハイ
- 2011年
  - 賽徳克・巴莱 (セデックバレ）
- 2015年　　 
  - アンフェア　the end
- 2016年
  - 海賊とよばれた男

- 2019年
  - アルキメデスの大戦
  - ドラゴンクエスト ユア・ストーリー

### テレビドラマ
- 2000年
  - ドラマ30「蔵の宿」  ※ レギュラー
  - なごや千客万来
- 2001年
  - 夏の日の恋
  - Pure Soul〜君が僕を忘れても〜（石井 揮之名義）
- 2002年
  - はぐれ刑事純情派 第15シリーズ 第5話 片島大貴 役
- 2003年
  - ドラマ30「ショコラ」　光村栗男 役 ※レギュラー
- 2005年
  - ウルトラマンマックス 22話
- 2006年
  - 警視庁捜査一課9係 杉村次郎 役
- 2007年
  - 夫婦道 3話
  - 結婚式へ行こう! 28話
- 2009年
  - 浅見光彦〜最終章〜 6、7話 田部敏夫 役
  - 土曜ワイド劇場「温泉若おかみ21」
  - ぼくの妹 3、5話
  - RESCUE〜特別高度救助隊 6話 TBS
  - エゴイスト〜egoist〜 30話
  - リセット 8話
  - 水曜ミステリー9「芸者小春姐さん奮闘記6」
- 2010年
  - 歸國
  - 明日の光をつかめ
  - 特上カバチ!!
  - 大河ドラマ「龍馬伝」 第7回
  - 相棒 season9 第1話『顔のない男』（2010年10月20日、テレビ朝日） ‐ 宮下直樹 役
- 2011年
  - 隠密八百八町（2011年1月8日・2011年3月26日、NHK） ‐ 佐々木 役
  - 3年B組金八先生 ファイナル 「最後の贈る言葉」4時間SP（2011年3月27日、TBS系列）
  - 相棒 season10 第8話『フォーカス』（2011年12月7日、テレビ朝日） ‐ 笛野光起 役
- 2012年
  - もう一度君に、プロポーズ 八木げんた 役
  - 多摩南署たたき上げ刑事・近松丙吉 北村 役
  - ドクターX〜外科医・大門未知子〜 最終話
  - ストロベリーナイト IX、X、最終話
  - 陽だまりの樹 4、6、8話 犬山 役
  - シングルマザーズ 4話
  - 大河ドラマ「平清盛」 36、37、38話
- 2013年
  - 幽かな彼女 最終話
  - あまちゃん 第119回（スタッフ）
  - 鍵のない夢を見る
  - リーガルハイ 2話
  - 大河ドラマ「八重の桜」 41、42話
- 2014年
  - 監察官 羽生宗一
  - スモーキングガン
  - リアル脱出ゲーム 3話
  - 夜のせんせい 3話
- 2015年 
  - 相棒season14 第6話『はつ恋』坂上武雄 役
  - WOWOW 「しんがり 山一証券の最後の聖戦」
  - WOWOW「テミスの求刑」　1、2、4話
  - 奥田英朗クライムサスペンス 邪魔〜主婦が堕ちた破滅の道
  - WOWOW「死の臓器」
  - 美女と男子　2話
  - 守護人ボディーガード・進藤輝4
  - デート〜恋とはどんなものかしら 3話 井口雄介 役
  - まっしろ 6話
- 2016年
  - 警視庁・捜査一課長 4話 中田一郎 役
  - スーパープレミアム）｢獄門島」（船員）
  - WOWOW「5人のジュンコ」
  - WOWOW「楽園」
  - わたしを離さないで 4、7、8話
- 2017年
  - 終着駅シリーズ31 ‐ 野口拓也 役
  - トットちゃん! ‐ 綾部仁 役
- 2018年
  - 相棒 ‐ 矢部役
  - ヘッドハンター 第4話
  - 森村誠一ミステリースペシャル ガラスの密室
  - よじごじDays「小泉孝太郎の週末これで呑みたい」コーナー担当
  - 日曜プライム 「終着駅シリーズ33」（2018年） ‐ 矢口弘 役
  - 義母と娘のブルース（2018年） ‐ 浩司（愛の弟）役
  - 刑事7人 第7話
  - 大恋愛～僕を忘れる君と 第9話

- 2019年
  - いのちの再建弁護士 会社と家族を生き返らせる ‐ 花塚大地
  - 人生が楽しくなる幸せの法則
  - よじごじDays ゲスト出演
  - インハンド 第2話

- 2020年
  - 逆転報道の女 FINAL ‐ 鈴木和也 役

### 劇場アニメ
- 2013年
  - かぐや姫の物語

### 吹き替え
- デスパレートな妻たち2（NHK） - ザック・ヤング 役
- バイオハザードIV アフターライフ（テレビ朝日「日曜洋画劇場」） - キム・ヨンア 役
- 新ビバリーヒルズ青春白書　ショーン 役
- ニーベルングの指環　ギーゼルヘルム 役
- ロズウェル アレックス 役
- 恋するマンハッタン カイル 役
- フルハウス ドンウク 役
- 守護神 ホッジ 役
- クリミナルマインド3

### CMナレーション
- SUBARU FORESTER「秘密基地・雪」篇（2009年）出演
- JP 日本郵政（ナレーション 2009年 - ）
- マクドナルド（ラジオCM)
- NTT DoCoMo 災害用音声お届けサービス
- LOTTE ACUO
- 花王ソフィーナ泡洗顔料
- 三菱東京UFJ銀行『宣言（本屋）』篇『メッセージ（理髪店）』篇
- ファミリーマート
- トヨタ エスティマ ハイブリッド
- 日清オイリオ『BOSCO』
- ホンダフリード
- ローソンクリスマス篇
- 映画『ベストセラー編集者パーキンズに捧ぐ』　（劇場予告ナレーション）
- Denka企業予告ナレーション
- 読売中高生新聞
- JR SKISKI
- ホンダシャトル　（ラジオCM）
- なんぼや　（出演、ナレーション）
- 花王ビオレUV　『ジェル』篇『スプレー』篇
- ABCマート　ウィンターコレクション篇
- クリスタルヴェール　『花粉』篇（出演）
- ホンダグレイス　（ラジオCM）
- ミツカン追いがつおつゆ
- 東芝　Human Smart Community
- ヘーベルハウス『自由の女神・空間を自由化』
- トヨタエスティマ
- 映画『めめめのくらげ』（劇場予告ナレーション）
- 日産自動車（ラジオCM）
- JR東日本　MY FIRST AOMORI
- 進研ゼミ高校講座
- 万田酵素
- 野村証券　野村のコンサルティング『大人の未来』篇
- ホンダシャトル（ラジオCM）
- JSR 『循環する世界とマテリアル』篇
- docomo『クアックバンドLTE』篇『海上』篇
- SBI損保の自動車保険CM（出演）
- KUMON「はじめるならくもんの先生」（CMナレーション）
- 映画予告ナレーション「あなた、そこにいてくれますか」
- 映画予告ナレーション「ビブリア古書堂の事件手帖」
- Amazonプライムビデオ「年末年始を、プライムに」篇（TVCMナレーション）
- アクエリアス「ヒトは失う」篇（TVCMナレーション）
- サーモス「ひとつでいろいろ」篇（TVCMナレーション）

### ラジオ
- NHK-FM 青春アドベンチャー「ゴー・ゴー！チキンズ」
- 未来予想図〜アイシテルのサイン〜
- アクイ
- 異界の扉
- カムバック・小野田少尉
- はるさんの日記
- それぞれの木目
- 東貴博のヤンピース

### 舞台
- 2003年
  - ハイ・ライフ!（中野光座・文化庁新進事業）
- 2004年
  - かつて東方に国ありき（日本劇団協議会主催 文化庁人材育成支援事業創作劇奨励公演）
  - ミュージカルPiPPi（世田谷パブリックシアター 他）
  - FAIRY TALE（アートボックスホール）
- 2005年
  - 激情（青年座劇場）
  - きかんしゃトーマスとなかまたち（お台場冒険王）
  - 痕（日本劇団協議会主催）
- 2006年
  - ドドミノ（仙台市文化事業団主催 地方公演）
  - 東京原子核クラブ（俳優座劇場）
  - ミュージカル ピッピ（世田谷パブリックシアター、座間、名古屋、大阪、他）
- 2007年
  - オレンヂ色のキャデラック（『劇』小劇場）
- 2008年
  - 帰り花（青年座劇場 演出：宮田慶子）
  - 東京原子核クラブ（地方公演）
  - 3 on 3（青年座劇場）
- 2009年
  - 東京原子核クラブ（マキノノゾミ／演出・宮田慶子）
  - 少年山荘（文化庁人材育成支援事業創作劇奨励公演）
- 2010年
  - HAPPY MAN 1862上海大冒険（青年座劇場）
- 2016年
  - 人類最初のキス（青年座劇場）

- 2018年
  - 京の螢火（明治座）